# HD 20782 b
HD 20782 b est une exoplanète géante de type Jupiter excentrique en orbite autour de l'étoile HD 20782, découverte par Jones et ses collaborateurs en 2006.  En mars 2016, c'est la planète connue dont l'orbite est la plus excentrique : avec une valeur de 0,956, l'excentricité de l'orbite de HD 20782 b est comparable à celle des comètes.